# 伊藤十蔵

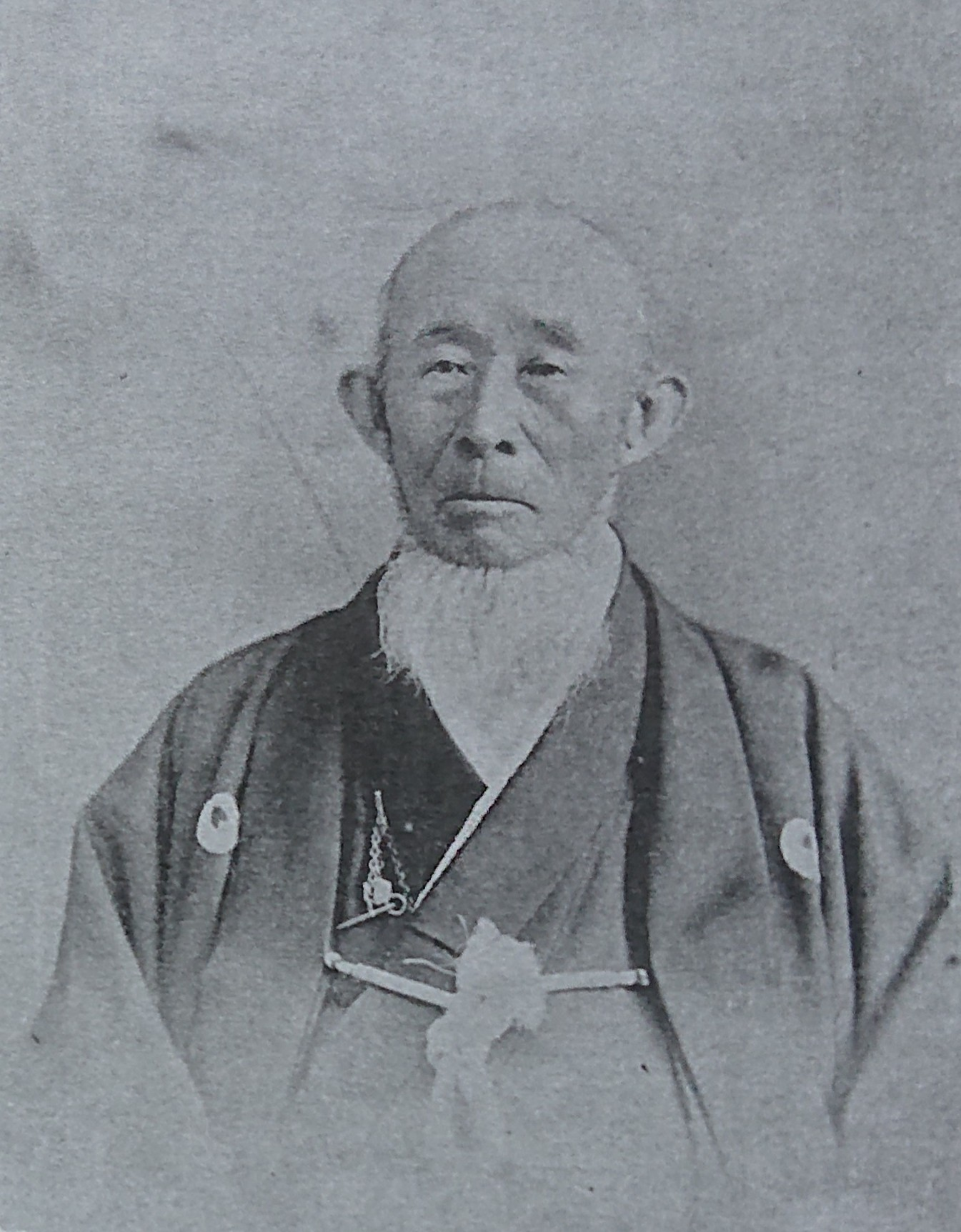
最晩年の十蔵

伊藤 十蔵（いとう じゅうぞう、1817年（文化13年）12月 - 1896年（明治29年）3月19日）は、幕末の武士。初代内閣総理大臣の伊藤博文の父親。本姓は林。

## 経歴
周防の束荷村（現在の山口県光市（旧・熊毛郡大和町））の農民の子として生まれる。1855年（嘉永7年）に家族と共に上洛し、萩藩の会計事務を務めた。
後に藩の仲介役だった伊藤直右衛門の養子となり、伊藤姓に改姓する。1864年（文久元年）に起こった禁門の変にて藩が敗れた事により帰藩後、南園隊に属した。